# La Mise au tombeau « en largeur »
Pour les articles homonymes, voir La Mise au tombeau.
La Mise au tombeau « en largeur » est une gravure sur cuivre d'Andrea Mantegna exécutée vers 1470-1475.

## Histoire
Cette gravure est la première d'une liste de sept attribuées depuis 1901 par différents chercheurs à l'artiste Andrea Mantegna ; elle était déjà citée comme de la main de Mantegna par Giorgio Vasari dans Les Vies (1568, III).
La date vraisemblable autour de laquelle on s'accorde aujourd'hui est 1470-1475, car le motif se rapproche de la crucifixion figurant dans le Retable de San Zeno, soit avant l'entrée en fonction auprès de Mantegna du graveur et orfèvre Gian Marco Cavalli.
Il en existe 52 épreuves connues, issues de la matrice originelle, une plaque de cuivre à ce jour disparue, sur laquelle figurait également Le Christ ressuscité entre saint André et Longin, comme l'indique l'inventaire des biens de Ludovico, l'un des fils de Mantegna, établi en 1510.
L'épreuve conservée par la National Gallery of Art de Washington présente aux quatre angles la trace de petites formes géométriques qui servirent au repérage entre le dessin préparatoire effectué sur papier transparent et le report sur la plaque par décalque.
Cette gravure connut un grand succès et exerça une forte influence sur les artistes. On compte en effet vingt-cinq types de copies, variantes et adaptations de la composition entière ou de fragments en des procédés divers (gravure, dessin, peinture, plaquette, relief). Jean Duvet est l'auteur d'une copie vers 1540-1550 ; il eut sans aucun doute connaissance des plaques de Mantegna rapportées à Fontainebleau depuis Mantoue.

## Description
Cette mise au tombeau reprend un thème religieux chrétien très courant en Europe occidentale au moment de la période pré-renaissante, mais ici, l'ordre de la composition est assez inhabituel : elle regroupe plusieurs scènes : à droite, la pâmoison de la Vierge, affaissée dans les bras des saintes femmes, et saint Jean, debout ; à gauche, le Christ, mort, soutenu par Marie, Joseph d’Arimathie et Nicodème, porté au tombeau ; à l’arrière-plan, le Golgotha.
Elle est qualifiée d'« en largeur » pour la distinguer d'une autre gravure issue de l'atelier de Mantegna, composée, elle, en hauteur, et intitulée La Mise au tombeau aux quatre oiseaux.
Au centre de la composition qui comprend dix personnages dont le Christ mort, on distingue un sarcophage sur la tête duquel est inscrit en latin « HUMANI / GENERIS / REDEMPTO[-] / RI » (« rédempteur de l'humanité »). On connaît l'attachement de Mantegna aux objets archéologiques datant de l'Empire romain, lesquels abondaient dans les collections et autres cabinets de curiosité des princes et marchands. Donatello s'en inspira, mais aussi Léon Battista Alberti, deux artistes qui inspirèrent Mantegna, le premier à Padoue, le second à la cour de Mantoue. La figure en pleurs située juste au centre du rocher se retrouve sur un sarcophage antique visible à Rome à cette époque.
Techniquement, Mantegna expérimente ici le « hachurage » (en italien, trattegio parallelo doppio), fin d'ombrer certaines parties.